# Jacob Adam Abel
Jacob Adam Abel (auch Jakob Abel, * 3. Juni 1754 in Wetzlar; † 2. Oktober 1824 ebenda) war ein deutscher Jurist am Reichskammergericht und Rechtswissenschaftler.

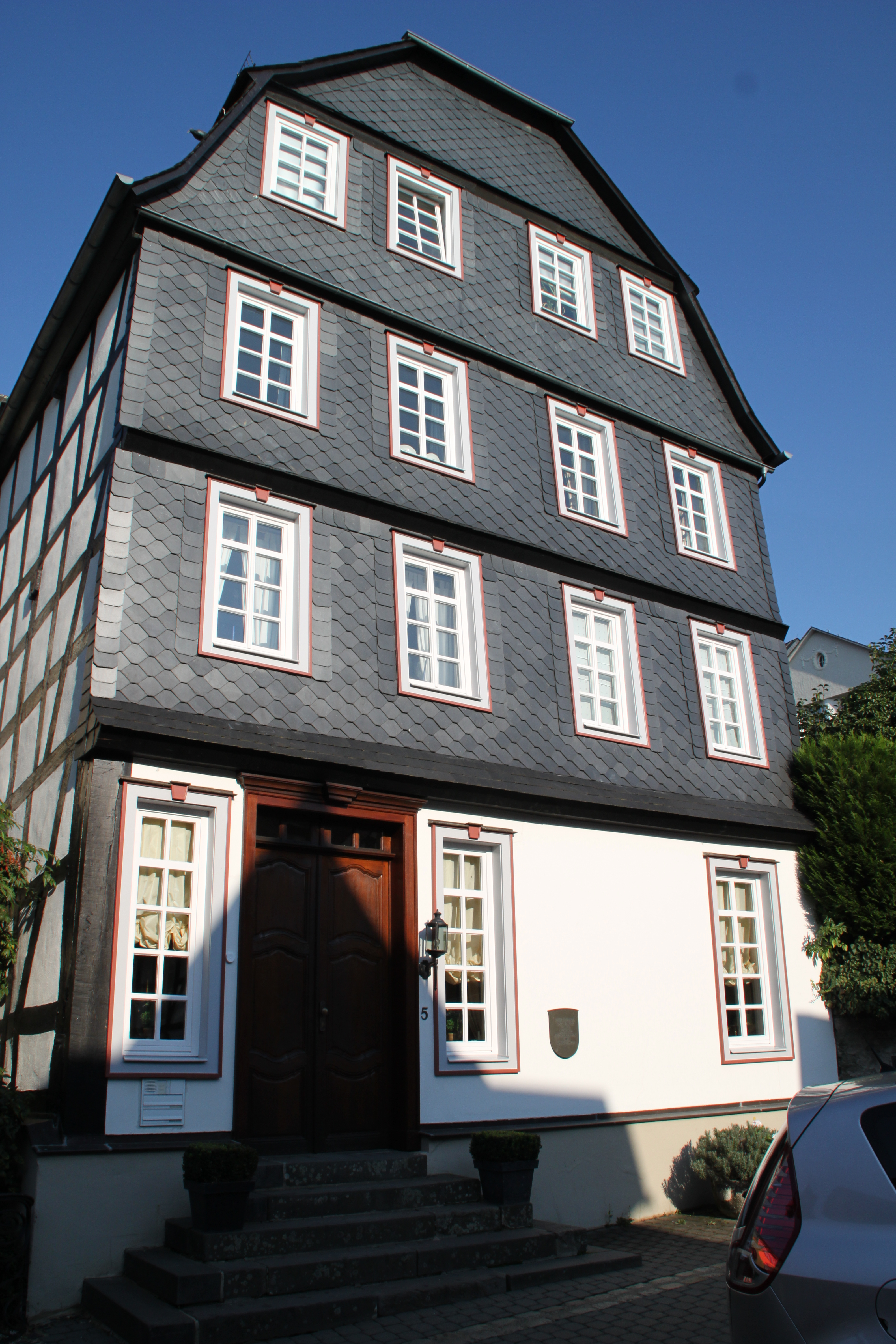
Früheres Haus der Familie Abel in Wetzlar

Abel wuchs in der freien Reichsstadt Wetzlar auf, studierte Jura in Gießen und promovierte 1871 zum Doktor beider Rechte. Ab 1784 praktizierte er als Advokat am Reichskammergericht, 1790 wurde er dort Prokurator. Nach Auflösung des Reichskammergerichts war er zunächst einige Zeit als Rechtsanwalt in Friedberg tätig. 1808 wurde er als ordentlicher Professor für Zivilprozess an die neugegründete Rechtsschule Wetzlar berufen.
Nach der Auflösung der Rechtsschule wurde Abel 1818 großherzoglich-hessischer Justizamtmann mit der Aufsicht über gräfliche und adelige Patrimonialgerichte in der Wetterau.

## Familie
Als Sohn Jacob Adam Abels wurde 1788 Karl von Abel geboren, der später Finanz- und Innenminister in Bayern wurde.

## Ehrungen
In der Wetzlarer Altstadt ist eine Straße, die Abelsgasse, nach Jacob Abel benannt.